# (33543) 1999 JR8
1999 جاي أر 8 (ويعرف أيضًا باسم (33543) 1999 جاي أر 8 وفق تسمية الكوكب الصغير) (بالإنجليزية: 1999 JR8)‏ هو كويكب ضمن حزام الكويكبات؛ وترتيبه 33543 من حيث الاكتشاف.
اكتُشف هذا الجُرم الفلكي بواسطة جون بروفتون في 13 مايو 1999.

## وصلات خارجية
- (33543) 1999 JR8 في قاعدة بيانات مختبر الدفع النفاث لأجرام النظام الشمسي الصغيرة

- الاكتشاف · مخطط المدار ·  العناصر المدارية · المعلمات المادية

- (33543) 1999 JR8 على موقع ويكي سكاي: DSS2, SDSS, GALEX, IRAS, Hydrogen α, X-Ray, Astrophoto, Sky Map, Articles and images